# Ciudivka, Ripkî
Ciudivka (în ucraineană Чудівка) este un sat în comuna Hrabiv din raionul Ripkî, regiunea Cernihiv, Ucraina.

## Demografie
Componența lingvistică a localității Ciudivka
     Ucraineană (100%)
Conform recensământului din 2001, toată populația localității Ciudivka era vorbitoare de ucraineană (100%).